# Elliot Norton Awards
Die Elliot Norton Awards werden jährlich für die besten Leistungen an Theatern in und um Boston, Vereinigte Staaten, vergeben.
Die Preisverleihung entwickelte sich aus der Norton-Medaille, die erstmals 1983 verliehen wurde. Der Preis trägt den Namen des langjährigen Bostoner Theaterkritikers Elliot Norton (1903–2003), einem Absolventen der Boston Latin School (Abschlussjahrgang 1922), der sich 1982 nach 48 Jahren als Kritiker zurückgezogen hatte. Neben der Verleihung von Auszeichnungen für die besten Inszenierungen, Theateraufführungen und Schauspieler sowie Personal umfassen die Elliot Awards einen Lifetime Achievement Award (Preis für das Lebenswerk) und den Preis für Norton Sustained Excellence.
Die Preise werden jährlich von der Boston Theater Critics Association, die die Auszeichnung vergibt, in einer Zeremonie, die von einem Ehrengast moderiert wird, verliehen. Als Ehrengäste waren unter anderem Edward Albee, Julie Harris, Ian McKellen, Al Pacino, Jason Robards und August Wilson schon zugegen.